# Патагония
 Тази статия е за областта в Южна Америка.  За града в САЩ вижте Патагония (град).  
Патагония (на испански: Patagonia) е природогеографска област, разположена в южната част на Южна Америка, почти изцяло на територията на Аржентина и само отделни части попадат на територията на Чили. На север се простира до реките Рио Колорадо и Рео Негро, на юг – до Магелановия проток, на запад – до подножието на Андите, а на изток – до брега на Атлантическия океан. Патагония е име, дадено от Фернандо Магелан, по време на зимуването му в залива Сан Хулиан през 1520 г.

## Природа

### Релеф, геоложки строеж
В релефа на областта преобладават стъпаловидните плата, повишаващи се от Атлантическия океан на изток до 2200 m на запад. Низини и равнини има само на североизток и на югоизток – южно от залива Сан Хорхе. Територията на Патагония е изградена предимно мезокайнозойски седиментни и вулканични пластове, а също от моренни (на запад и юг) и водно-ледникови наслаги.

### Климат, води
Климатът на Патагония е умерен, полупустинен, поради причината, че се намира в „дъждовната сянка“ на Андите. Годишната сума на валежите е от 150 до 300 mm, на юг от 50° ю.ш. до 400 – 500 mm, а на запад – до 600 – 700 mm. Средните юлски (зимни) температури са от 8°С на север до 2°С на юг и до -5°С на запад. През зимата могат да се наблюдават и отрицателни температури до -35°С. Средните януарски (летни) температури са от 20°С на север до 10°С на юг. Характерно явление за Патагония са силните ветрове. Реките, водещи началото си от Андите пресичат Патагония в дълбоки каньони. Големите ледникови езера (Науел Уапи, Виедма, Лаго Архентино и др.), разположени в горните течения на много от реките, оказват регулиращо влияние на оттока им през годината. Част от езерата (Буенос Айрес, Пуейредон, Сан Мартин и др.) имат отток и към Тихия океан на запад. Междуречията са почти лишени от повърхностен отток.

### Почви, растителност, животински свят
В почвено-растителната покривка преобладава тревисто-храстовата полупустиня развита върху кафяви (на север сивоземни) почви. На запад и юг е развита тревиста степ върху кестеняви почви. В Патагония има множество ендемични животни: магеланово куче, пампаска котка, скункс, полукопитна мара, гризачът туко-туко, броненосци и много птици.

## Стопанство
На север от 44° ю.ш. се отглеждат зърнени култури, люцерна, зеленчуци и някои плодове, а обширните пасища изхранват огромни стада овце. Аржентина има 13,7 млн. овце, които се развъждат основно в Патагония. През последните години важен отрасъл става и туризмът. В Аржентина има над 20 национални парка, като повечето са в Патагония. Експлоатацията на големите запаси на нефт, природен газ, въглища, желязна руда, волфрам, олово, злато и др., предизвиква истински бум в икономиката на Патагония.

## Население, историческа справка
Населението, което живее в областта, се нарича патагонци. Името е дадено от Магелан, който е смятал, че хората са изключително високи, наблюдавайки ги от корабите. Всъщност патагонският расов тип на монголоидната раса е с нисък среден ръст.
Много от туристите любители на природата посещават Патагония заради безбрежните пъстри плата, ледникови долини, фиордите със стръмни склонове, речните бързеи. Красивите и сякаш безкрайни равнини на пампата, които са прорязани от червени седиментни скали очароват и с изумрудените реки и езера.
Патагония е различна. Не само че не се вписва в характеристиките на умерените географски ширини на западното полукълбо, но и изобщо не се поддава на описание. Историята ѝ е изпълнена с противоречия. И това е така, защото патагонците винаги имат различна версия и ако не сте съгласни с тях, ще трябва да се защитавате. В началото на 1600 г. те ревностно отстояват земите си, прогонвайки испанските колонизатори. Европейците не посмели да се завърнат в Патагония чак до 19 век. По времето, когато официалните власти в САЩ водят война с индианците от равнините, правителствата на Чили и Аржентина прогонват коренното население на Патагония. И почти успяват. Днес, за разлика от другите региони на Южна Америка, културата и хората в Патагония имат европейски корени: най-вече испански и италиански с примеси от Германия, Уелс и др. Подобно на американския запад и Аляска, с които често сравняват Патагония, местните хора са известни със своя свободолюбив дух и чудатост.
Част от заснежените патагонски поля лежи на територията на Национален парк „Los Glaciares", на около 20 km северно от Торес дел Пайне. Общо 355 ледника, които се вливат морето, влизат в територията на парка. Величественият Перито Морено заема обща площ от 256 km² и представлява третият по големина запас от сладка вода на планетата.
- Сан Карлос де Барилоче
- Валдес (полуостров)
- Ушуая
- Изглед от Патагония